# 第23ヘリコプター海上戦闘飛行隊 (アメリカ海軍)
第23ヘリコプター海上戦闘飛行隊（だい23ヘリコプターかいじょうせんとうひこうたい、英: Helicopter Sea Combat Squadron 23、略称：HSC-23）は、アメリカ海軍太平洋艦隊ヘリコプター海上戦闘航空団隷下のヘリコプター部隊。愛称はワイルドカーズ（英: Wildcards）。 2006年9月29日にカリフォルニア州ノースアイランド海軍航空基地で新編された。カリフォルニア州ノースアイランド海軍航空基地に所在し、多用途ヘリコプターとしてMH-60S、無人哨戒ヘリコプターとしてMQ-8Bを運用する。バージニア州ノーフォーク海軍基地に所在する第22ヘリコプター海上戦闘飛行隊とシスタースコードロンになっている。また、遠征飛行隊に指定されており、必要に応じて遠征部隊に組み込まれる。

## 歴代運用機
- 多用途ヘリコプター
  - MH-60S
- 無人哨戒ヘリコプター
  - MQ-8B

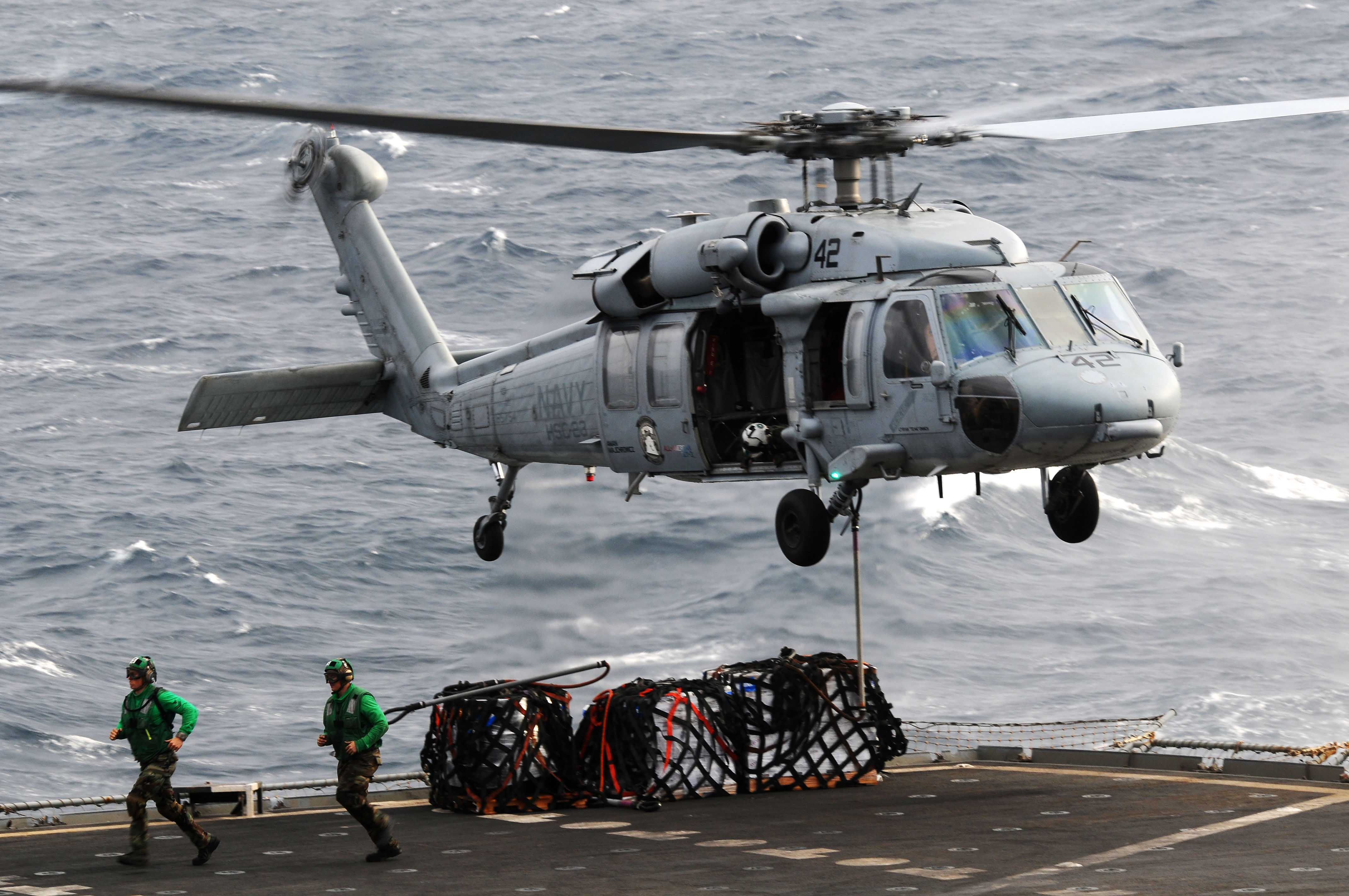
HSC-23で運用するMH-60S